# Episodi di Un uomo in casa (quinta stagione)
La quinta stagione della serie televisiva Un uomo in casa (Man About the House) è andata in onda nel Regno Unito dal 4 settembre al 9 ottobre 1975 sulla ITV.
In Italia, questa stagione è andata in onda dal 6 aprile all'11 maggio 1981. Nella prima trasmissione italiana, il secondo episodio è stato trasmesso per quarto.
| nº | Titolo originale           | Titolo italiano        | Prima TV GB       | Prima TV Italia |
| -- | -------------------------- | ---------------------- | ----------------- | --------------- |
| 1  | The Last Picture Show      | Roba da cineclub       | 4 settembre 1975  | 6 aprile 1981   |
| 2  | Right Said George          | Vacci piano col piano  | 11 settembre 1975 | 27 aprile 1981  |
| 3  | A Little Knowledge         | Dove sta l'Ecuador?    | 18 settembre 1975 | 13 aprile 1981  |
| 4  | Love and Let Love          | Ma l'amore, sì         | 25 settembre 1975 | 20 aprile 1981  |
| 5  | How Does Your Garden Grow? | Ma è stupefacente!     | 2 ottobre 1975    | 4 maggio 1981   |
| 6  | Come Fly with Me!          | A qualcuno piace Frank | 9 ottobre 1975    | 11 maggio 1981  |